# Федорчук, Владимир Демидович
Владимир Демидович Федорчук — советский хозяйственный и государственный деятель, Герой Социалистического Труда.

## Биография
Родился в 1923 году в селе Четырбоки. Член КПСС.
Участник Великой Отечественной войны
В 1947—1973 — звеньевой колхоза имени Карла Маркса Шепетовского района Хмельницкой области.
В 1973—1983 — председатель Четырбокского сельского совета Шепетовского района Хмельницкой области.
Указом Президиума Верховного Совета СССР от 8 апреля 1971 года присвоено звание Героя Социалистического Труда с вручением ордена Ленина и золотой медали «Серп и Молот».
Делегат XXIV съезда КПСС.
Умер после 1985 года в селе Четырбоки.

## Награды и звания
- Герой Социалистического Труда (08.04.1971)
- Орден Ленина (31.12.1965, 08.04.1971)
- Орден Отечественной войны II степени (23.12.1985)
- Орден Трудового Красного Знамени (26.02.1958)